# Coupe du monde de combiné nordique 1995-1996
Navigation
1994–1995 1996–1997
| \| Saint-Moritz Schonach Val di Fiemme Štrbské Pleso Liberec Seefeld Chaux-Neuve Murau Trondheim Lahti Falun Oslo \| Les sites des compétitions. |
| Saint-Moritz Schonach Val di Fiemme Štrbské Pleso Liberec Seefeld Chaux-Neuve Murau Trondheim Lahti Falun Oslo                                   |

| \| Steamboat Springs \| Le site de la compétition aux États-Unis. |
| Steamboat Springs                                                 |

La Coupe du monde de combiné nordique 1996 :

## Classement final
| Rang | Nom                 | Pays      | Points |
| ---- | ------------------- | --------- | ------ |
| 1    | Knut Tore Apeland   | Norvège   | 1456   |
| 2    | Kenji Ogiwara       | Japon     | 1256   |
| 3    | Jari Mantila        | Finlande  | 1147   |
| 4    | Bjarte Engen Vik    | Norvège   | 901    |
| 5    | Halldor Skard       | Norvège   | 808    |
| 6    | Sylvain Guillaume   | France    | 799    |
| 7    | Fred Børre Lundberg | Norvège   | 672    |
| 8    | Hannu Manninen      | Finlande  | 639    |
| 9    | Jens Deimel         | Allemagne | 583    |
| 10   | Mario Stecher       | Autriche  | 555    |

## Calendrier
| Étape                              | Date             | Épreuve                             | Vainqueur           | Deuxième          | Troisième           |
| Steamboat Springs                  |                  |                                     |                     |                   |                     |
| 1.                                 | 6 décembre 1995  | Gundersen individuel – K88 / 15 km  | Todd Lodwick        | Bård Jørgen Elden | Marco Zarucchi      |
| Saint Moritz                       |                  |                                     |                     |                   |                     |
| 2.                                 | 16 décembre 1995 | Gundersen individuel – K95 / 15 km  | Knut Tore Apeland   | Kenji Ogiwara     | Bjarte Engen Vik    |
| Val di Fiemme                      |                  |                                     |                     |                   |                     |
| 3.                                 | 19 décembre 1995 | Gundersen individuel – K120 / 15 km | Jari Mantila        | Knut Tore Apeland | Fred Børre Lundberg |
| Schonach (Coupe de la Forêt-noire) |                  |                                     |                     |                   |                     |
| 4.                                 | 6 janvier 1996   | Gundersen individuel – K90 / 15 km  | Fred Børre Lundberg | Kenji Ogiwara     | Knut Tore Apeland   |
| Štrbské Pleso                      |                  |                                     |                     |                   |                     |
| 5.                                 | 13 janvier 1996  | Gundersen individuel – K120 / 15 km | Kenji Ogiwara       | Jari Mantila      | Knut Tore Apeland   |
| Liberec                            |                  |                                     |                     |                   |                     |
| 6.                                 | 20 janvier 1996  | Gundersen individuel – K120 / 15 km | Sylvain Guillaume   | Kenji Ogiwara     | Knut Tore Apeland   |
| Seefeld                            |                  |                                     |                     |                   |                     |
| 7.                                 | 4 février 1996   | Gundersen individuel – K90 / 15 km  | Knut Tore Apeland   | Sylvain Guillaume | Todd Lodwick        |
| Chaux-Neuve                        |                  |                                     |                     |                   |                     |
| 8.                                 | 10 février 1996  | Gundersen individuel – K90 / 15 km  | Kenji Ogiwara       | Knut Tore Apeland | Halldor Skard       |
| Murau                              |                  |                                     |                     |                   |                     |
| 9.                                 | 18 février 1996  | Gundersen individuel – K120 / 15 km | Mario Stecher       | Jari Mantila      | Kouji Takasawa      |
| Trondheim                          |                  |                                     |                     |                   |                     |
| 10.                                | 23 février 1996  | Gundersen individuel – K120 / 15 km | Knut Tore Apeland   | Hannu Manninen    | Kenji Ogiwara       |
| Lahti                              |                  |                                     |                     |                   |                     |
| 11.                                | 2 mars 1996      | Gundersen individuel – K114 / 15 km | Bjarte Engen Vik    | Knut Tore Apeland | Hannu Manninen      |
| Falun                              |                  |                                     |                     |                   |                     |
| 12.                                | 8 mars 1996      | Gundersen individuel – K115 / 15 km | Hannu Manninen      | Kenji Ogiwara     | Jari Mantila        |
| Oslo                               |                  |                                     |                     |                   |                     |
| 13.                                | 16 mars 1996     | Gundersen individuel – K110 / 15 km | Bjarte Engen Vik    | Knut Tore Apeland | Halldor Skard       |